# Województwo czernihowskie
Województwo czernihowskie – województwo Korony Rzeczypospolitej, część prowincji małopolskiej, leżało w północnej części kresów wschodnich Korony. Należało razem z województwem kijowskim i bracławskim do terytorium nazywanego od XVI w. Ukrainą. Stolicą i głównym miastem województwa był Czernihów. Do Rzeczypospolitej ziemie te należały ok. 50 lat w XVII w., z tego jako województwo 33 lata.

## Czasy ruskie
Czernihowszczyzna stanowiła za kijowskich Rurykowiczów część księstwa siewierskiego. Z niego wskutek podziałów dynastycznych wyodrębniło się Księstwo czernihowskie. Po uzależnieniu księstw ruskich od Tatarów nastąpiło w II poł. XIII w. dalsze rozdrobnienie Księstwa Czernihowskiego. W II poł. XIV w. wielki książę litewski Olgierd przyłączył obszary księstw siewierskiego i czernihowskiego do Litwy, w skład której wchodziły do końca XV w., kiedy to Iwan III Srogi pokonując hetmana litewskiego Konstantego Ostrogskiego włączył je do Wielkiego Księstwa Moskiewskiego.

## W Rzeczypospolitej
Właściwa historia Czernihowszczyzny w I Rzeczypospolitej rozpoczyna się od rozejmu dywilińskiego w 1618 r. kończącego dziesięcioletnią wojnę z Rosją. Według jego zapisów Rzeczpospolita zachowała na czternaście i pół roku m.in. księstwo czernihowskie i dużą część siewierskiego, które włączono do Korony a Smoleńszczyznę do Wielkiego Księstwa. Zapis o tymczasowości spowodował, że dopiero w czasie zwycięskiej wojny z Rosją w latach 1632–1634 zdecydowano się na dostosowanie księstwa do struktury administracyjnej Rzeczypospolitej. Uchwałą z 1633 r. Sejm ustanowił gród (starostwo grodowe) i ziemstwo (sąd ziemski) w Czernihowie, godność kasztelana czernihowskiego oraz urzędy ziemskie. Podpisany w 1634 roku pokój w Polanowie ostatecznie pozostawił Czernihowszczyznę przy Rzeczypospolitej.
Kolejna uchwała sejmowa (1635) utworzyła z księstwa województwo czernihowskie podzielone na dwa powiaty: czernihowski i nowogrodzki siewierski. Posiadało ono dwóch senatorów. Wojewoda wziął w sejmie ostatnie miejsce wśród wojewodów jako reprezentant najmłodszego województwa. Podobnie kasztelan wśród kasztelanów większych. Z każdego powiatu wybierała szlachta po dwóch posłów na sejm i po jednym deputacie do Trybunału Koronnego w Lublinie. Powstało drugie starostwo grodowe w Nowogrodzie Siewierskim, którego dysponentem był król (Starostwo w Czernihowie z urzędu przypadało wojewodzie). Ustanowiono herb województwa, którym stał się orzeł o dwóch głowach ukoronowanych jedną koroną. Królowie Polski nadal jednak tytułowali się książętami czernihowskimi. W 1637 r. rozpoczęto w Konotopie budowę twierdzy, mającej chronić nowo inkorporowane ziemie. Ukończono ją w 1642 r.
Faktyczną kontrolę nad województwem utraciła Rzeczpospolita po raz pierwszy już w 1648 r., gdy objęte zostało ono powstaniem Chmielnickiego. Ugoda zborowska w 1649 r. zastrzegła godności urzędnicze w województwie wyłącznie dla szlachty prawosławnej. Kozacy wymusili również postanowienie zabraniające wstępu na teren województwa żydom i jezuitom. Jednocześnie zbiegła szlachta polska mogła powrócić do swoich majątków. W praktyce władza na terenach województwa czernihowskiego nadal należała do Chmielnickiego. Na mocy ugody w Hadziaczu (1658) z trzech województw (bracławskie, kijowskie, czernihowskie) powstać miało Księstwo Ruskie mające własne urzędy i Trybunał. Biskupi prawosławni mieli zasiadać w Senacie. Na brak realizacji tych postanowień złożyło się wiele przyczyn [patrz Unia Hadziacka]. W rezultacie wojny z Rosją rozpoczętej w 1654 r. województwo czernihowskie odpadło od Rzeczypospolitej, co zostało uzgodnione w rozejmie andruszowskim (1667) i ostatecznie przypieczętowane w traktacie Grzymułtowskiego (1686).

## Po utracie województwa
W tym czasie na terenie województwa zabranego przez Moskwę:

Polskiego panowania i wpływu została się pamiątka: Statut Litewski i Kozacy.
Za istnienia poddaństwa, większa część ludu pod mianem Kozaków była osobiście wolną. Miała swe dziedziczne ziemie. Za czasów polskich utworzyli się kozacy niezależni, wolni, dziedziczący ziemię. W Wielkiém księstwie Moskiewskiém nigdzie podobnych nie było.

Na tym okresie nie skończyła się jednak historia województwa w Rzeczypospolitej. Podobnie jak w przypadku województwa smoleńskiego, województwo czernihowskie tytularnie istniało do końca I Rzeczypospolitej. Król nadal mianował wojewodę, kasztelana i urzędników ziemskich. Szlachta zbierała się na sejmikach przeniesionych do Włodzimierza, gdzie wybierała tytularnych posłów (ich liczbę zwiększono nawet do sześciu). Taka sytuacja stała się okazją dla sporej grupy zaradnych ludzi do przedostania się do stanu szlacheckiego.

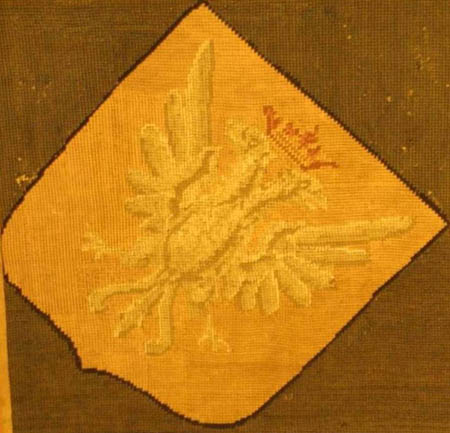
Herb województwa czernihowskiego

Pierwszym wojewodą czernihowskim, mianowanym w 1635 roku, był późniejszy hetman polny koronny Marcin Kalinowski. Wśród następnych wojewodów byli: Stefan Bieniewski, Fryderyk Falkerzamb (fundator kościoła pw. Świętej Trójcy na warszawskim Solcu, za namową Marysieńki Sobieskiej), Franciszek Jan Załuski (właściciel pałacu w Falentach), Józef Remigian Potulicki (w latach 1732–1734), Ludwik Wilga, mianowany w 1783 r., ostatni wojewoda czernihowski.
Tytularnym urzędnikiem województwa czernihowskiego był Tadeusz Czacki, którego Stanisław August Poniatowski mianował w 1785 r. starostą nowogrodzkim siewierskim.